# Tormsdale Linea
La Tormsdale Linea è una struttura geologica della superficie di Europa.